# Der Yoghi
Der Yoghi è un film muto del 1916 diretto da Rochus Gliese e da Paul Wegener.

## Trama
Rasmus, un inventore, si trova esaurito e, per ritemprarsi, si concede una vacanza in una piccola località turistica. Trova alloggio in una locanda dove gli viene detto che nella mansarda si trova come ospite uno stravagante straniero che si fa vedere raramente. Nella casa accadono strani fatti e Rasmus viene a sapere che lo strano individuo è un medico che si fa chiamare Yoghi e si fa assistere da Mira, un giovane e bella ragazza indiana. Yoghi, seguace del dio Shiva, possiede una pozione che rende invisibili. Rasmus, con l'aiuto di Mira, riesce a berla. Anche Yoghi, che si è accorto di quello che sta accadendo, ricorre alla pozione e tra i due uomini invisibili ha luogo un duello. Abbandonato dalla ragazza che lui tiene in schiavitù, privo dell'aiuto del dio da lui invocato, Yoghi perisce tra le fiamme della casa, mentre Mira e Rasmus si salvano.

## Produzione
Il film è conosciuto in Germania anche con il titolo alternativo Das Haus des Yoghi

## Distribuzione
Non si conoscono copie complete ancora esistenti della pellicola di cui restano solo alcuni frammenti.